# أبجر التاسع
كان أَبجَرُ التَّاسِعُ سِيفِيرُوسُ بْنُ أَبجَرَ ملكًا حكم مملكة الرها ما بين عامي 212 و213م.
تَبِعَ أبجرُ التاسعُ أباه أبجر الثامن في المُلكِ عامَ 212 م. وبعد ذلك بسنة تقريبًا، استُدعِيَ أبجرُ التاسعُ مَعَ ابنِهِ إلى روما، وقُتِلا بأمرِ الإمبراطور كاراكلا. وبعدها بعام، أنهى كاراكلا استِقلالَ الرها وضمَّها كمُقاطعةٍ إلى الإمبراطورية الرومانية.